# 1220년대
1220년대는 1220년부터 1229년까지를 가리킨다.